# Fairview (Kansas)
Fairview – miasto położone w hrabstwie Brown.